# Issy-l'Évêque
Issy-l'Évêque är en kommun i departementet Saône-et-Loire i regionen Bourgogne-Franche-Comté i östra Frankrike. Kommunen ligger i kantonen Issy-l'Évêque som tillhör arrondissementet Autun. År 2022 hade Issy-l'Évêque 689 invånare.

## Befolkningsutveckling
Antalet invånare i kommunen Issy-l'Évêque
| Referens: INSEE |